# Kłobuczyn (gromada)
Kłobuczyn – dawna gromada, czyli najmniejsza jednostka podziału terytorialnego Polskiej Rzeczypospolitej Ludowej w latach 1954–1972.
Gromady, z gromadzkimi radami narodowymi (GRN) jako organami władzy najniższego stopnia na wsi, funkcjonowały od reformy reorganizującej administrację wiejską przeprowadzonej jesienią 1954 do momentu ich zniesienia z dniem 1 stycznia 1973, tym samym wypierając organizację gminną w latach 1954–1972.
Gromadę Kłobuczyn z siedzibą GRN w Kłobuczynie utworzono – jako jedną z 8759 gromad na obszarze Polski – w powiecie głogowskim w woj. zielonogórskim na mocy uchwały nr V/14/54 WRN w Zielonej Górze z dnia 5 października 1954. W skład jednostki weszły obszary dotychczasowych gromad Kłobuczyn, Grabik, Śrem i Wierzchowice ze zniesionej gminy Gaworzyce oraz obszar dotychczasowej gromady Drożów ze zniesionej gminy Radwanice (Jakubów) w tymże powiecie. Dla gromady ustalono 14 członków gromadzkiej rady narodowej.
1 stycznia 1959 gromadę zniesiono, a jej obszar włączono do gromad: Gaworzyce (wsie Kłobuczyn, Grabik i Śrem), Radwanice (wieś Drożów) i Nielubia (wieś Wierzchowice) w tymże powiecie.